# لوسي هراديكا
لوسي هراديكا (بالتشيكية: Lucie Hradecká)‏ مواليد 21 مايو 1985 في براغ، تشيكوسلوفاكيا، هي لاعبة كرة مضرب تشيكية مُتخصصة بمنافسات الزوجي وتلعب باليد اليمنى. بدأت مسيرتها كمحترفة عام 2004 وتحتل حالياً المرتبة رقم. 27 (20 يوليو 2015) في زوجي السيدات حسب تصنيف رابطة محترفات كرة المضرب. كما أنها إحدى بطلات الجراند سلام. أعلى تصنيف لها في الزوجي كان المركز الـ 41 في سنة 2011. شاركت في دورة الألعاب الأولمبية الصيفية.

## بطولات حققتها
- دورة رولان غاروس الدولية
- بطولة أمريكا المفتوحة للتنس

## روابط خارجية
- لوسي هراديكا على موقع رابطة محترفات التنس (الإنجليزية)
- لوسي هراديكا على موقع الاتحاد الدولي لكرة المضرب (الإنجليزية)
- لوسي هراديكا على موقع كأس بيلي جين كينغ (الإنجليزية)
- لوسي هراديكا على موقع بطولة ويمبلدون (الإنجليزية)
- لوسي هراديكا على موقع خلاصة التنس.كوم (الإنجليزية)
- لوسي هراديكا على موقع اللجنة الأولمبية الدولية (الإنجليزية)
- لوسي هراديكا على موقع أوليمبيديا (الإنجليزية)
- لوسي هراديكا على موقع اللجنة الأولمبية التشيكية (التشيكية)